# Virtua Fighter Animation
Virtua Fighter Animation, conosciuto in Giappone come Virtua Fighter Mini (バーチャファイターMini Bācha Faitā Mini), è un videogioco picchiaduro a incontri del 1996 per Sega Game Gear e Sega Master System. È basato sulla serie anime di Virtua Fighter.

## Modalità di gioco
La modalità principale di gioco è la modalità storia, che mostra scene animate tra i livelli. A differenza di un gioco di Virtua Fighter, ha una ristretta scelta di personaggi che vengono sbloccati dopo essere stati battuti nelle modalità storia. Virtua Fighter Animation offre tre modalità di visualizzazione: normale, ampia, e in tempo reale. La modalità in tempo reale è uno stratagemma per ricreare gli effetti di zoom della telecamera dei giochi in 3D di Virtua Fighter, con il cambio da sprite piccoli ad altri più grandi per rappresentare la distanza.

## Personaggi
Nonostante la loro presenza nell'anime, Jeffry McWild, Shun Di e Lion Rafale non vennero inclusi in questo gioco. I personaggi disponibili sono:
- Akira Yuki
- Pai Chan
- Lau Chan
- Wolf Hawkfield
- Kage-Maru
- Sarah Bryant
- Jacky Bryant
- Dural

## Differenze tra le versioni
In Giappone, Virtua Fighter Mini venne commercializzato come parte del marchio di Game Gear "Kid's Gear". Ha una modalità multiplayer assente in altre pubblicazioni, inoltre il gioco fu incluso in uno speciale allegato contenente un Game Gear con illustrazioni di Virtua Fighter e un cavo di collegamento ad un altro Game Gear. Contiene inoltre una sequenza introduttiva estesa basata sul filmato d'apertura della serie anime. Altra esclusiva della versione giapponese è un campione vocale di Akira Yuki alla fine della modalità storia prima dello scorrimento dei titoli di coda, ma anche i campioni vocali degli altri personaggi come esclamazioni di vittoria nella modalità VS.
Per renderlo più commercializzabile fuori dal Giappone, alcune parti della sceneggiatura inglese vennero cambiate dalla versione giapponese rendendole un po' più comiche rispetto alla fedele versione originale giapponese tratta dalla sceneggiatura dell'anime. La versione Sega Master System di Virtua Fighter Animation venne pubblicata solo in Brasile, dove fu prodotta ufficialmente da Tec Toy. È identica alla versione Sega Game Gear, tranne per la mancanza delle modalità di visualizzazione, e usa la sceneggiatura inglese delle pubblicazioni internazionali.
Una versione per Sega Mega Drive di Virtua Fighter Animation era in sviluppo, e progettata per essere pubblicata nel 1997 in Nord America. Tuttavia, venne cancellata a causa di problemi di marketing.